# Snap Inc.
Snap Inc. é uma empresa americana de câmeras e mídias sociais, fundada em 16 de setembro de 2011 por Evan Spiegel, Bobby Murphy e Reggie Brown com sede em Santa Mônica, Califórnia, Estados Unidos. A empresa desenvolve e mantém produtos e serviços tecnológicos, nomeadamente Snapchat, Spectacles e Bitmoji(Bitstrips). A empresa foi denominada Snapchat Inc. em seu inicio, mas foi rebatizada como Snap Inc. em 24 de setembro de 2016, a fim de incluir o produto Spectacles com o nome a empresa.
Os fundadores possuem 95% das ações com direito a voto (Spiegel com 48% e Murphy com 47%), que não são diluídas e podem ser transferidas para o outro quando um se aposenta ou morre.

## História
A empresa foi fundada em 16 de setembro de 2011 por Evan Spiegel e Bobby Murphy após o relançamento do Picaboo como Snapchat. Em 31 de dezembro de 2013, o aplicativo foi hackeado e 4,6 milhões de nomes de usuário e números de telefone vazaram para a Internet. Também em dezembro de 2013, Emily White, que tinha sido uma executiva de alto perfil no Facebook, Instagram e Google, foi contratada como COO. Seu mandato na empresa terminou em março de 2015.
Em janeiro de 2014, a empresa recusou ofertas de aquisição, incluindo aberturas de Mark Zuckerberg, com Spiegel comentando que "negociar isso por algum ganho de curto prazo não é muito interessante." Em maio de 2014, a empresa adquiriu a empresa de software AddLive e chegou a um acordo com a Federal Trade Commission (FTC) após o vazamento, citando interpretações errôneas sobre o armazenamento de dados do usuário e o fato de que "snaps" ainda podem ser acessados independentemente de sua expiração. Em dezembro, a empresa adquiriu Vergence Labs por $15 milhões em dinheiro e ações, que foram os desenvolvedores do Epiphany Eyewear, e do aplicativo móvel Scan por $50 milhões, que foi revelado durante o Sony Pictures hack.
Em maio de 2015, a empresa mudou de sua sede original para um complexo de escritórios de 47.000 pés2 (4.366m2) perto de Venice Beach e assinou um contrato de arrendamento de 10 anos. Eles foram uma das primeiras empresas de mídia social proeminentes a se estabelecerem lá, ao lado de outras como Whisper e Tinder, dando a Veneza o novo título de "Praia do Silício". Em fevereiro de 2017, duas semanas antes do IPO da empresa, 
The New York Times publicou um artigo sobre o papel da Snap em transformar a área em um centro de tecnologia, observando que a Snap, com um total de 1.900 funcionários, "já havia mudado a cara de Veneza".
Em setembro de 2015, o Snapchat adquiriu a Looksery para desenvolver Lenses para seu aplicativo móvel, um recurso baseado no software de reconhecimento facial da Looksery.
Em março, julho e agosto de 2016, a empresa adquiriu a Bitstrips por US$100 milhões, a Obvious Engineering, os desenvolvedores do Seene, por um valor não revelado e a Vurb por US$100 milhões. Vurb desenvolveu anteriormente o mecanismo de busca móvel homônimo. O mecanismo baseado em cartão Vurb removeu a necessidade de alternar entre vários outros aplicativos no dispositivo para executar uma tarefa.
Em setembro de 2016, a empresa se autodenominou oficialmente Snap Inc. e lançou os óculos inteligentes conhecidos como Spectacles. em novembro de 2016, a empresa apresentou documentos para uma oferta pública inicial (IPO) com um valor de mercado estimado de $25-35 bilhões. Em dezembro de 2016, a empresa abriu pesquisa e desenvolvimento em Shenzhen e adquiriu a empresa de publicidade e tecnologia Flite e a startup de realidade aumentada de Israel Cimagine Media por $30-40 milhões. Uma parceria emitida em dezembro de 2016 com a Turner Broadcasting System permitirá a integração das propriedades da Tuner no Snapchat, enquanto coopera com a Snap Inc. para desenvolver conteúdo original.
Em janeiro de 2017, a empresa anunciou que havia estabelecido uma sede internacional no Soho, em Londres. No início de fevereiro de 2017, a empresa confirmou seus planos para um IPO em 2017 e sua expectativa de levantar $3 bilhões. No início de março de 2017, a empresa abriu o capital sob o símbolo de negociação SNAP e levantou quase $30 bilhões em capitalização de mercado no primeiro dia de negociação.
No final de maio de 2017, a empresa adquiriu o aplicativo de localização Zenly em uma transação em dinheiro e ações. O aplicativo Zenly permanecerá funcional, mas seus conceitos foram incorporados a um recurso Snapchat adicionado em junho de 2017.
Em agosto de 2017, o Business Insider relatou que o Google discutiu uma oferta para comprar a empresa por $30 bilhões no início de 2016.
Em outubro de 2017, a empresa anunciou que havia formado uma joint venture com a NBCUniversal para produzir conteúdo para as novas plataformas do Snap, e que havia assinado a Duplass Brothers Productions como seu primeiro parceiro.
Em novembro de 2017, a Tencent adquiriu uma participação minoritária sem direito a voto de 12% da empresa no mercado aberto.
Em 26 de outubro de 2018 na TwitchCon, o Snap lançou um novo aplicativo de desktop para macOS e Windows conhecido como Snap Camera. Ele permite que os usuários utilizem filtros Snapchat através de webcams de PC em serviços de vídeo chat e streaming ao vivo como Skype, Twitch, YouTube e Zoom. Snap também anunciou integração adicional com Twitch.

## Produtos
A empresa desenvolve e mantém o aplicativo móvel de mensagem de imagem e multimídia Snapchat, bem como desenvolve e fabrica a câmera vestível chamada Spectacles, um par de óculos inteligentes que se conecta à conta Snapchat do usuário e grava vídeos em formato de vídeo circular ajustável em qualquer orientação. Em 20 de fevereiro de 2017, os Spectacles Snap tornaram-se disponíveis para compra online. A empresa vendeu apenas 220.000 pares de óculos Snap V1. A empresa desenvolveu e lançou os óculos V2 em abril de 2018 nos Estados Unidos, Canadá, Reino Unido e França; e mais 13 países europeus em maio de 2018.

## Financiamento e cotas
O aplictivo Snapchat arrecadou US$485.000 em sua rodada inicial e uma quantia não revelada de financiamento de ponte da Lightspeed Venture Partners. Em fevereiro de 2013, o Snapchat confirmou uma rodada de financiamento da Série A de $13,5 milhões liderada pela Benchmark Capital, que avaliou a empresa entre $60 milhões e $70 milhões.[carece de fontes?] Em junho de 2013, o Snapchat levantou $60 milhões em uma rodada de financiamento pela empresa de capital de risco Institutional Venture Partners, e a empresa também nomeou um novo membro do conselho de alto perfil, Michael Lynton da divisão americada da Sony. Em meados de julho de 2013, um relatório da mídia avaliou a empresa em US$860 milhões. Em 14 de novembro de 2013, The Wall Street Journal relatou que o Facebook ofereceu adquirir o Snapchat por US$3 bilhões, mas Spiegel recusou a oferta em dinheiro. O redator de tecnologia Om Malik então afirmou em 15 de novembro de 2013, que o Google havia oferecido US$4 bilhões, mas Siegel recusou novamente.[carece de fontes?] Em 11 de dezembro de 2013, o Snapchat confirmou US$50 milhões em financiamento Série C da Coatue Management. Mais quatro rodadas de financiamento, de dezembro de 2014 a março de 2016, somaram aproximadamente $1,2 bilhão e totalizaram um financiamento de $1,36 bilhão. Depois de 2014, a empresa atingiu uma avaliação de US$10 a US$20 bilhões, dependendo da fonte. De acordo com relatórios de maio de 2016, o valor estimado da empresa estava próximo de US$22 bilhões no caso de uma nova rodada de investimentos. Outros relatórios em 2016 sugeriram que o financiamento era de quase $3 bilhões e que o Snapchat tinha como meta receitas anuais de um bilhão de dólares.

## Oferta pública inicial de 2017
Em janeiro de 2017, o The Wall Street Journal informou que "pessoas familiarizadas com o assunto" afirmaram que o Sanp Inc. dividiria 2,5% do dinheiro arrecadado em uma oferta pública inicial (IPO) com os bancos que administra o IPO. Ele também relatou que após o IPO previsto de março de 2017, os dois cofundadores do Snap deteriam mais de "70% do poder de voto" na empresa e possuiriam cerca de 45% do estoque total. Em 29 de janeiro de 2017, foi relatado que o IPO da Snap Inc. provavelmente ocorreria na Bolsa de Valores de Nova Iorque. Como tanto a NYSE quanto a Nasdaq vinham "cortejando agressivamente a listagem por mais um ano", o Wall Street Journal chamou de "uma grande vitória competitiva para o Big Board". O IPO da Snap foi estimado para avaliar a empresa entre US$20 bilhões e US$25 bilhões, o maior IPO em uma bolsca dos Estados Unidos desde que o Alibaba estreou em 2014 com um valor de US$168 bilhões. Além dos dois fundadores, os dois maiores acionistas para o planejado IPO Snap do início de 2017 foram Benchmark e Lightspeed Venture Partners, ambos investidores anteriores e firmas de capital de risco do Vale do Silício. Eles detinham uma participação combinada de cerca de 20%. Em 1 de março de 2017, foi relatado que a Snap Inc. "se avalia em quase US$24 bilhões com seu preço IPO". As ações da Snap Inc. começaram a ser negociadas em 2 de março de 2017, sob o símbolo SNAP, na Bolsa de Valores de Nova York.
Quando o Snap relatou lucros pela primeira vez em maio de 2017, eles relataram um prejuízo trimestral de $2,2 bilhões e as ações caíram mais de 20%, apagando a maior parte dos ganhos desde o IPO.
O Google supostamente ofereceu à Snap $30 bilhões em 2016 para aquisição, que a Snap recusou.

## Controvérsia

### Processo Reggie Brown
Em fevereiro de 2013, Reggie Brown processou Evan Spiegel e Bobby Murphy. Os primeiros investidores também foram eventualmente citados no processo. Brown disse que já foi diretor de marketing do aplicativo móvel de selfie inicial usado para lançar o Snapchat, oferecendo evidências de contatos com publicações como a Cosmopolitan. Ele também afirmou que tinha criado o conceito original, que acabou chamado de Picaboo, e que havia criado o logotipo do mascote para o produto enquanto trabalhava com Spiegel para promover e comercializar a ideia. Originalmente intitulado "Toyopa Group, LLC", Brown disse que também nomeou a empresa recém-formada. Os advogados de Brown ofereceram documentação de uma colaboração com Spiegel e Murphy, que incluiu o depósito de uma patente original pelos três colegas de classe de Stanford, mas o Snapchat descreveu o processo como sem mérito e chamou as táticas de Brown de uma extorsão. Durante os depoimentos de abril, Brown testemunhou que acreditava ser um parceiro igual e que concordara em dividir custos e lucros. Em vez disso, Spiegel descreveu Brown como um estagiário não remunerado que recebera uma experiência valiosa e, embora Murphy afirmasse não ter entendido totalmente qual deveria ser o papel de Brown, ele também caracterizou o envolvimento de Brown como sendo o de um estágio. Meses depois, Siegel rejeitou a ação como um exemplo de oportunistas que procuram empresas de sucesso rápido na tentativa de "lucrar também com o trabalho duro de outros".
Em 9 de setembro de 2014, a empresa anunciou que havia liquidado a ação por um valor inicialmente não divulgado. O valor do acordo foi revelado em 2 de fevereiro de 2017, no processo público da Snap na SEC, em $157,5 milhões. Como parte do acordo, eles atribuíram a Brown a ideia conceitual do Snapchat.
O comunicado de imprensa publicado pelo departamento de comunicação do Snapchat citou Spiegel:
"Estamos satisfeitos por termos conseguido resolver este assunto de uma maneira que seja satisfatória para o Sr. Brown e a Empresa. Reconhecemos a contribuição de Reggie para a criação do Snapchat e apreciamos seu trabalho para fazer o aplicativo decolar."

### Liquidação FTC
A Federal Trade Commission alegou que a empresa havia exagerado para o público o grau em que imagens e fotos de aplicativos móveis poderiam realmente desaparecer. Após um acordo em 2014, o Snapchat não foi multado, mas o serviço de aplicativos concordou em ter suas reivindicações e políticas monitoradas por uma parte independente por um período de 20 anos.

### Redesign de 2018
O redesenho do aplicativo Snapchat no início de 2018 fez mudanças que não agradaram a muitos usuários. Cercade 1,2 milhão de pessoas fizeram uma petição à Snap Inc. para reverter o redesenho. A resposta da Snap Inc. não faz concessões, a não ser dizendo "Nós entendemos completamente que o novo Snapchat foi desconfortável para muitos".
Devido ao redesenho e outros fatores de mercado em 2018, como o crescimento de Instagram Stories e WhatsApp Status, Daily Active Users (DAU) do aplicativo subiu apenas 2% em relação ao quarto trimestre de 2017. As ações da Snap Inc. caíram mais do que 15% na negociação após o expediente após a divulgação do relatório de lucros. O crescimento de usuários ativos diários desacelerou no primeiro trimestre de 2018, e a taxa de crescimento para o segundo trimestre de 2018 foi "planejada para desacelerar rapidamente em relação aos níveis do primeiro trimestre." Snap Inc. comentou sobre o redesenho, dizendo "Também começamos a perceber alguns dos benefícios positivos [do redesenho], incluindo o aumento da retenção de novos usuários para mais antigos." Alguns editores sentem que a virada para uma demografia mais antiga significa o fim do aplicativo.

## Armazenamento de dados
Em um anúncio de dezembro de 2020, o Google Cloud confirmou o desenvolvimento do memorando de entendimento (MoU) assinado com a Aramco, na Arábia Saudita. Na atualização, afirmou a possibilidade de explorar opções para estabelecer serviços em nuvem na Arábia Saudita onde confirmou o armazenamento de dados do Snapchat. A decisão foi contestada pela Access Now, uma organização sem fins lucrativos, e pela CIPPIC, uma clínica canadense de direito de tecnologia de interesse público. As empresas se opuseram à decisão do Google de escolher a Arábia Saudita como sua nova região do Google Cloud, com vista para um registro alarmante de abusos de direitos humanos e acusações vigilância de longa data. As empresas alegaram que colocar as informações pessoais de milhões de usuários do Snapchat as colocaria sob a jurisdição do governo da Arábia Saudita, colocando em risco a segurança dos dados.